# Campionat d'Espanya de Segona Categoria
El Campionat d'Espanya de Segona Categoria, també anomenat Campionat d'Espanya de Primera Categoria B o Campionat d'Espanya del grup B, fou una competició futbolística espanyola organitzada per la Federació Espanyola de Futbol disputada a inicis de segle xx.

## Història
La competició es disputava per eliminatòries, participant-hi pels campions regionals de Segona Categoria o Primera B, segons la denominació del moment (els campions de primera categoria disputaven el Campionat d'Espanya de Primera Categoria, l'actual Copa del Rei).
La primera edició coneguda fou l'any 1913, una competició de lliure inscripció oberta a equips de segona categoria o segons equips dels clubs de primera. Aquesta edició fou guanyada pel Sabadell FC. L'any 1920 tornà el torneig organitzat per la Federació Espanyola de Futbol, guanyat per l'Stadium d'Avilés en superar el Martinenc i l'Stadium de Madrid.
Anys més tard, entre 1923 i 1926, es disputaren quatre edicions més, però la manca de recolzament de la Federació, i el cost i dificultat dels desplaçaments acabaren per fer perdre l'interès dels clubs per la competició, deixant d'organitzar-se.
| «                                                        | Por acuerdo de la Asamblea nacional celebrada en Vigo en julio de 1922, se organizó y disputó un campeonato nacional entre los campeones regionales del grupo B de 1ª categoría, que fue suprimido por la Asamblea de 1927. Durante su celebración resultaron vencedores: el Martinenc F.C., de Barcelona, en 1923; el Acero Club, de Olaveaga, en 1924; el Club Deportivo Júpiter, de Barcelona, en 1925, y el Pasayako Lagun Ederrak, de Pasajes, en 1926. | » |
| — Federación Española de Fútbol. , Anuario 1936. p. 120. | |   |

L'any 1930 es creà el Campionat d'Espanya d'Aficionats, competició que se'n podria considerar successora.

## Historial
| Temp. | Campió               | Finalista            | Resultat                | Seu           |
| ----- | -------------------- | -------------------- | ----------------------- | ------------- |
| 1913  | Sabadell FC          | Cardenal Cisneros FC | 1-2, 2-1, 1-1, 1-1, 1-0 | Madrid        |
| 1920  | Stadium Avilesino    | FC Martinenc         | 3-2                     | Gijón         |
| 1923  | FC Martinenc         | CD Esperanza         | 4-2                     | Sant Sebastià |
| 1924  | Acero Club de Bilbao | CA Osasuna           | 2-1                     | Sevilla       |
| 1925  | CE Júpiter           | Athletic de Gijón    | 4-1                     | València      |
| 1926  | Pasayako LE          | FC Badalona          | 2-2, 1-0                | Saragossa     |

## Edicions

### Campionat de 1913
En aquesta edició, el campió català de segona categoria, el FC Internacional, decidí no participar-hi. En canvi, si van inscriure-s'hi el Sabadell FC (subcampió), Stadium FC i New-Catalònia FC. Pel que fa a la fase semifinal de Madrid s'hi van inscriure RS Gimnástica, Madrid FC, Fortuna FC, Regional FC, Cardenal Cisneros FC, Union Sporting Club i Sociedad Deportiva del Centro de Instrucción Comercial. El campió es va endur una copa de plata oferta pel rei Alfons XIII.
Fase de Barcelona
| Stadium FC | 2-1 | New-Catalònia FC |
| ---------- | --- | ---------------- |
|            |     |                  |

 Camp de l'Universitari, Barcelona
| Sabadell FC | 1-0 | Stadium FC |
| ----------- | --- | ---------- |
|             |     |            |

Fase de Madrid
| Cardenal Cisneros FC | 2-0 | Regional FC |
| -------------------- | --- | ----------- |
|                      |     |             |

 Camp del Madrid FC, Madrid
| RS Gimnástica | 5-1 | Union Sporting Club |
| ------------- | --- | ------------------- |
|               |     |                     |

 Camp de la Gimnástica, Madrid
| Fortuna FC | 3-0 | Sociedad Deportiva |
| ---------- | --- | ------------------ |
|            |     |                    |

 Camp de l'Athletic de Madrid, Madrid
| RS Gimnástica | 1-0 | Madrid FC |
| ------------- | --- | --------- |
|               |     |           |

 Madrid
| Cardenal Cisneros FC | 11-0 | Fortuna FC |
| -------------------- | ---- | ---------- |
|                      |      |            |

 Madrid
| Cardenal Cisneros FC | 1-0 | RS Gimnástica |
| -------------------- | --- | ------------- |
|                      |     |               |

 Madrid
Final
| Cardenal Cisneros FC | 2-1 | Sabadell FC |
| -------------------- | --- | ----------- |
|                      |     |             |

| Cardenal Cisneros FC | 1-2 | Sabadell FC |
| -------------------- | --- | ----------- |
|                      |     |             |

| Cardenal Cisneros FC | 1-1 | Sabadell FC |
| -------------------- | --- | ----------- |
|                      |     |             |

| Cardenal Cisneros FC | 1-1 | Sabadell FC |
| -------------------- | --- | ----------- |
|                      |     |             |

| Cardenal Cisneros FC | 0-1 | Sabadell FC |
| -------------------- | --- | ----------- |
|                      |     |             |

### Campionat de 1923
Prengueren part en la competició els campions de Biscaia (Acero Club de Bilbao), Guipúscoa (Club Deportivo Esperanza de Sant Sebastià), Galícia (Eiriña Fútbol Club de Pontevedra), Astúries (Racing Club de Sama), Catalunya (Futbol Club Martinenc), Llevant (Burjassot Club de Futbol), Andalusia (Real Balompédica Linense) i Madrid (Unión Sporting Club de Madrid).
Quarts de final
| Acero de Bilbao | 7-2 | Unión Sporting |
| --------------- | --- | -------------- |
|                 |     |                |

 Bilbao
| Racing de Sama | Ret. | Burjassot CF |
| -------------- | ---- | ------------ |
|                |      |              |

 Llangréu
| FC Martinenc | Ret. | RB Linense |
| ------------ | ---- | ---------- |
|              |      |            |

 Barcelona
| CD Esperanza | Ret. | Eiriña de Pontevedra |
| ------------ | ---- | -------------------- |
|              |      |                      |

 Sant Sebastià
| Unión Sporting | 2-0 | Acero de Bilbao |
| -------------- | --- | --------------- |
|                |     |                 |

 Madrid
| Unión Sporting | 6-0 | Acero de Bilbao |
| -------------- | --- | --------------- |
|                |     |                 |

 Madrid
Semifinals
| Racing de Sama | 5-1 | FC Martinenc |
| -------------- | --- | ------------ |
|                |     |              |

| Unión Sporting | 2-3 | CD Esperanza |
| -------------- | --- | ------------ |
|                |     |              |

| FC Martinenc | 5-1 | Racing de Sama |
| ------------ | --- | -------------- |
|              |     |                |

| CD Esperanza | 3-0 | Unión Sporting |
| ------------ | --- | -------------- |
|              |     |                |

| FC Martinenc | 3-0 | Racing de Sama |
| ------------ | --- | -------------- |
|              |     |                |

Final
| CD Esperanza | 2-4 | FC Martinenc |
| ------------ | --- | ------------ |
|              |     |              |

### Campionat de 1924
Prengueren part en la competició els campions de Biscaia (Acero Club de Bilbao), Guipúscoa/Navarra (Club Atlético Osasuna de Pamplona), Galícia (Alfonso XIII Foot-ball Club de Pontevedra), Astúries (Club Fortuna Gijonés), Catalunya (Terrassa Futbol Club), Llevant (Futbol Club Stadium de València), Aragó (Huesca Fútbol Club), Cantàbria (Eclipse Fútbol Club de Santander), Andalusia (Club Athletic de Sevilla) i Madrid (Agrupación Deportiva Ferroviaria de Madrid).
Primera eliminatòria
| Eclipse de Santander | 4-0 | Fortuna de Gijón |
| -------------------- | --- | ---------------- |
|                      |     |                  |

| Terrassa FC | c/p | Huesca FC |
| ----------- | --- | --------- |
|             |     |           |

 Terrassa
| Fortuna de Gijón | 1-1 | Eclipse de Santander |
| ---------------- | --- | -------------------- |
|                  |     |                      |

| Huesca FC | c/p | Terrassa FC |
| --------- | --- | ----------- |
|           |     |             |

 Osca
Quarts de final
| Stadium de València | 0-4 | AD Ferroviaria |
| ------------------- | --- | -------------- |
|                     |     |                |

| Acero de Bilbao | 3-1 | Alfonso XIII de Pontevedra |
| --------------- | --- | -------------------------- |
|                 |     |                            |

| CA Osasuna | 2-0 | Athletic de Sevilla |
| ---------- | --- | ------------------- |
|            |     |                     |

| Eclipse de Santander | 0-0 | Terrassa FC |
| -------------------- | --- | ----------- |
|                      |     |             |

| AD Ferroviaria | 1-1 | Stadium de València |
| -------------- | --- | ------------------- |
|                |     |                     |

| Alfonso XIII de Pontevedra | 3-0 | Acero de Bilbao |
| -------------------------- | --- | --------------- |
|                            |     |                 |

| Athletic de Sevilla | 1-2 | CA Osasuna |
| ------------------- | --- | ---------- |
|                     |     |            |

| Terrassa FC | 5-1 | Eclipse de Santander |
| ----------- | --- | -------------------- |
|             |     |                      |

| Alfonso XIII de Pontevedra | 1-3 | Acero de Bilbao |
| -------------------------- | --- | --------------- |
|                            |     |                 |

 Camp de Coya, Vigo
Semifinals
| AD Ferroviaria | 3-5 | Acero de Bilbao |
| -------------- | --- | --------------- |
|                |     |                 |

| Terrassa FC | 3-2 | CA Osasuna |
| ----------- | --- | ---------- |
|             |     |            |

| Acero de Bilbao | 2-2 | AD Ferroviaria |
| --------------- | --- | -------------- |
|                 |     |                |

| CA Osasuna | 3-0 | Terrassa FC |
| ---------- | --- | ----------- |
|            |     |             |

| CA Osasuna | 1-0 | Terrassa FC |
| ---------- | --- | ----------- |
|            |     |             |

Final
| Acero de Bilbao | 2-1 | CA Osasuna |
| --------------- | --- | ---------- |
|                 |     |            |

### Campionat de 1925
Prengueren part en la competició els campions de Biscaia (Acero Club de Bilbao), Guipúscoa/Navarra (Club Deportivo Euskalduna d'Errenteria), Galícia (Alfonso XIII Foot-ball Club de Pontevedra), Astúries (Real Athletic Club de Gijón), Catalunya (Club Esportiu Júpiter), Llevant (Burjassot Club de Futbol), Aragó (Club Deportivo Patria de Saragossa), Cantàbria (Racing Club de Reinosa), Andalusia (Málaga Football Club) i Madrid (Agrupación Deportiva Ferroviaria de Madrid).
Fase Prèvia – Grup 1
| Equip        | PJ | G | E | P | GF | GC | Pts |
| ------------ | -- | - | - | - | -- | -- | --- |
| CE Júpiter   | 4  | 3 | 0 | 1 | 15 | 2  | 6   |
| Burjassot CF | 4  | 2 | 1 | 1 | 4  | 2  | 5   |
| CD Patria    | 4  | 0 | 1 | 3 | 0  | 15 | 1   |

| Burjassot | 2-1 | Júpiter |
| --------- | --- | ------- |
|           |     |         |

 València
| Patria | 0-0 | Burjassot |
| ------ | --- | --------- |
|        |     |           |

 Saragossa
| Júpiter | 9-0 | Patria |
| ------- | --- | ------ |
|         |     |        |

 Barcelona
| Júpiter | 1-0 | Burjassot |
| ------- | --- | --------- |
|         |     |           |

 Barcelona
| Burjassot | 2-0 | Patria |
| --------- | --- | ------ |
|           |     |        |

 València
| Patria | 0-4 | Júpiter |
| ------ | --- | ------- |
|        |     |         |

 Saragossa
Fase Prèvia – Grup 2
| Málaga FC | 2-3 | AD Ferroviaria |
| --------- | --- | -------------- |
|           |     |                |

 Màlaga
| AD Ferroviaria | 5-2 | Málaga FC |
| -------------- | --- | --------- |
|                |     |           |

 Madrid
Fase Prèvia – Grup 3
| Equip             | PJ | G | E | P | GF | GC | Pts |
| ----------------- | -- | - | - | - | -- | -- | --- |
| CD Euskalduna     | 4  | 3 | 0 | 1 | 6  | 5  | 6   |
| Acero de Bilbao   | 4  | 2 | 0 | 2 | 7  | 5  | 4   |
| Racing de Reinosa | 4  | 1 | 0 | 3 | 3  | 6  | 2   |

| Euskalduna | 1-0 | Reinosa |
| ---------- | --- | ------- |
|            |     |         |

 Sant Sebastià
| Acero | 0-1 | Euskalduna |
| ----- | --- | ---------- |
|       |     |            |

 Bilbao
| Reinosa | 2-0 | Acero |
| ------- | --- | ----- |
|         |     |       |

 Reinosa
| Reinosa | 1-2 | Euskalduna |
| ------- | --- | ---------- |
|         |     |            |

 Reinosa
| Euskalduna | 2-4 | Acero |
| ---------- | --- | ----- |
|            |     |       |

 Sant Sebastià
| Acero | 3-0 | Reinosa |
| ----- | --- | ------- |
|       |     |         |

 Bilbao
Fase Prèvia – Grup 4
| Athletic de Gijón | 3-2 | Alfonso XIII de Pontevedra |
| ----------------- | --- | -------------------------- |
|                   |     |                            |

 Gijón
| Alfonso XIII de Pontevedra | 7-1 | Athletic de Gijón |
| -------------------------- | --- | ----------------- |
|                            |     |                   |

 Pontevedra
| Athletic de Gijón | 4-2 | Alfonso XIII de Pontevedra |
| ----------------- | --- | -------------------------- |
|                   |     |                            |

 Madrid
Semifinals
| AD Ferroviaria | 1-1 | CE Júpiter |
| -------------- | --- | ---------- |
|                |     |            |

| Athletic de Gijón | 7-0 | CD Euskalduna |
| ----------------- | --- | ------------- |
|                   |     |               |

| CE Júpiter | 2-0 | AD Ferroviaria |
| ---------- | --- | -------------- |
|            |     |                |

| CD Euskalduna | 1-1 | Athletic de Gijón |
| ------------- | --- | ----------------- |
|               |     |                   |

Final
| CE Júpiter | 4-1 | Athletic de Gijón |
| ---------- | --- | ----------------- |
|            |     |                   |

### Campionat de 1926
Prengueren part en la competició els campions de Biscaia (Cultural de Durango), Guipúscoa/Navarra (Pasayako LE de Pasajes), Galícia (Club Español de Vigo), Astúries (Cimadevilla FC de Gijón), Catalunya (FC Badalona), País Valencià (Elx Club de Futbol), Múrcia (Lorca Foot-ball Club), Aragó (Águila FC de Saragossa), Castella i Lleó (Stadium Salmantino Luises), Cantàbria (Barreda SC de Torrelavega), Andalusia (San Román FC de Sevilla) i Madrid (Agrupación Deportiva Ferroviaria de Madrid).
Fase Prèvia – Grup 1
| Equip                  | PJ | G | E | P | GF | GC | Pts |
| ---------------------- | -- | - | - | - | -- | -- | --- |
| FC Badalona            | 2  | 2 | 0 | 0 | 10 | 1  | 4   |
| Elx CF                 | 2  | 1 | 0 | 1 | 4  | 5  | 2   |
| Águila FC de Saragossa | 2  | 0 | 0 | 2 | 1  | 11 | 0   |

| Águila de Saragossa | 0-7 | Badalona |
| ------------------- | --- | -------- |
|                     |     |          |

 Saragossa
| Badalona | 3-1 | Elx |
| -------- | --- | --- |
|          |     |     |

 Badalona
| Elx | 4-1 | Águila de Saragossa |
| --- | --- | ------------------- |
|     |     |                     |

 Elx
Elx i Águila es retiraren i no disputaren la segona volta.
Fase Prèvia – Grup 2
| Equip          | PJ | G | E | P | GF | GC | Pts |
| -------------- | -- | - | - | - | -- | -- | --- |
| San Román FC   | 2  | 2 | 0 | 0 | 4  | 2  | 4   |
| AD Ferroviaria | 2  | 1 | 0 | 1 | 3  | 3  | 2   |
| Lorca FC       | 2  | 0 | 0 | 2 | 4  | 6  | 0   |

| Ferroviaria | 0-1 | San Román |
| ----------- | --- | --------- |
|             |     |           |

 Madrid
| San Román | 3-2 | Lorca |
| --------- | --- | ----- |
|           |     |       |

 Sevilla
| Lorca | 2-3 | Ferroviaria |
| ----- | --- | ----------- |
|       |     |             |

 Lorca
Ferroviaria i Lorca es retiraren i no disputaren la segona volta.
Fase Prèvia – Grup 3
| Equip               | PJ | G | E | P | GF | GC | Pts |
| ------------------- | -- | - | - | - | -- | -- | --- |
| Pasayako LE         | 4  | 2 | 0 | 2 | 12 | 4  | 4   |
| Cultural de Durango | 4  | 2 | 0 | 2 | 10 | 5  | 4   |
| Barreda SC          | 4  | 2 | 0 | 2 | 4  | 17 | 4   |

| Cultural | 8-1 | Barreda |
| -------- | --- | ------- |
|          |     |         |

 Durango
| Barreda | 2-1 | Pasayako |
| ------- | --- | -------- |
|         |     |          |

 Santander
| Pasayako | 2-0 | Cultural |
| -------- | --- | -------- |
|          |     |          |

 Pasajes
| Cultural | 2-1 | Pasayako |
| -------- | --- | -------- |
|          |     |          |

 Bilbao
| Barreda | 1-0 | Cultural |
| ------- | --- | -------- |
|         |     |          |

 Santander
| Pasayako | 8-0 | Barreda |
| -------- | --- | ------- |
|          |     |         |

 Pasajes
Barreda SC es retirà i no disputà la ronda de desempat.
| Pasayako | 4-2 | Cultural |
| -------- | --- | -------- |
|          |     |          |

 Santander
Fase Prèvia – Grup 4
Stadium Salmantino es retirà de la competició.
| Español de Vigo | 3-2 | Cimadevilla de Gijón |
| --------------- | --- | -------------------- |
|                 |     |                      |

 Vigo
| Cimadevilla de Gijón | 6-1 | Español de Vigo |
| -------------------- | --- | --------------- |
|                      |     |                 |

 Gijón
| Cimadevilla de Gijón | 3-2 | Español de Vigo |
| -------------------- | --- | --------------- |
|                      |     |                 |

 Lleó
Semifinals
| Pasayako | 4-2 | Cimadevilla |
| -------- | --- | ----------- |
|          |     |             |

 Pasajes
| Badalona | Ret. | San Román |
| -------- | ---- | --------- |
|          |      |           |

 Badalona
| Cimadevilla | 3-1 | Pasayako |
| ----------- | --- | -------- |
|             |     |          |

 Gijón
| Pasayako | 3-2 | Cimadevilla |
| -------- | --- | ----------- |
|          |     |             |

Final
| Pasayako | 2-2 | Badalona |
| -------- | --- | -------- |
|          |     |          |

| Pasayako | 1-0 | Badalona |
| -------- | --- | -------- |
|          |     |          |